# Wolf Player
Yan Brauer (Teixeira de Freiras, 26 de janeiro de 1992) é a mente pensante — e criativa — por trás do projeto Wolf Player. DJ e produtor musical há mais de 10 anos, graduado em música eletrônica pela Universidade Anhembi Morumbi, lançou um single com Vintage Culture e o duo JETS em julho de 2020, a faixa "Things", e emplacou outros hits como "Essa Mina É Zika". 

## Biografia e Carreira
O baiano, Yan Brauer, é a mente pensante — e criativa — por trás do projeto Wolf Player. Produtor de música eletrônica há mais de 10 anos, lançou no dia 31 de Julho de 2020, o hit "Things", uma colaboração com Vintage Culture e o duo JETS, que conta com uma linha de baixo futurística, e marcante presença de guitarras. A faixa "Things"também veio acompanhada de uma coleção de roupas exclusiva, assinada pela marca Approve. Além disso, já entregou hits como “About U”, “Essa Mina É Zika”, “Supa Drop” e a  “Keep Control”, um remix muito especial lançado pela Kontor Records em uma coletânea de comemoração ao single com quase duas décadas.
Transitando com êxito entre o House, Progressive House e Tech House, Yan é conectado com a música desde seus 12 anos, mas também possui uma carga profissional pesada: já tocou em um banda de Hardcore, é graduado em música eletrônica e desde 2016 é residente do club The Garden, um dos maiores do Brasil, que se reside em Joinville, Santa Catarina.
O produtor ainda carrega o mérito de apresentações bastante significativas, como ADE (Amsterdam Dance Event) em Amsterdam na Holanda, BPM Festival em Playa del Carmen no México, Secrets Of Summer na África do Sul, Green Valley e Universo Paralello. Também já dividiu o palco com nomes como Alok, Jamie Jones, Lee Foss, Solomun e Claude Vonstroke.
Em todas as apresentações, sempre com forte expressão artística, Wolf Player busca constantemente se conectar ao máximo com seu público e mantém esse mesmo sentimento em sua comunicação pelas redes sociais, onde pode manter essa ativa interação continuamente. Para mais, houve também colaborações abertas com seus fãs em seus videoclipes.

## Singles
| Título                                                   | Ano  | Artista                              |
| -------------------------------------------------------- | ---- | ------------------------------------ |
| Wild Kick                                                | 2016 | Wolf Player                          |
| Getto Funk                                               | 2016 | Wolf Player                          |
| On The Radio                                             | 2016 | Nobody n' Klyde, Wolf Player         |
| Supa Drop                                                | 2016 | Wolf Player                          |
| Essa Mina É Zika                                         | 2016 | Naipe In, Wolf Player                |
| Summer Time                                              | 2017 | Wolf Player, Stereo Wave             |
| Rebobina a Fita EP                                       | 2017 | Wolf Player, Naipe In                |
| Boss                                                     | 2017 | Wolf Player                          |
| Mr. After                                                | 2017 | Gustavo Mota, Wolf Player            |
| Love Your Party Feat. Michael Lane                       | 2017 | Wolf Player, Vulpes                  |
| Wild Thing                                               | 2017 | Stereo Wave, Wolf Player             |
| I Want to See U                                          | 2017 | Wolf Player, MAX!                    |
| Can't Stop Me Now                                        | 2018 | Wolf Player, Luca Buzanelli          |
| About U                                                  | 2018 | Wolf Player, SUBB                    |
| Down to the Bass                                         | 2018 | Wolf Player                          |
| Se A Gente Pode Sonhar (Gabriel Boni, Wolf Player Remix) | 2018 | SoFly, Gabriel Boni, Wolf Player     |
| Se É Pra Ser                                             | 2018 | Wolf Player, EFinito                 |
| Veneno                                                   | 2018 | Earstrip, Wolf Player, Zerky         |
| Love Come True                                           | 2018 | Wolf Player, Stereo Wave, Dadalt     |
| Movin                                                    | 2019 | Wolf Plater, Earstrip                |
| In Your Face                                             | 2019 | Wolf Player                          |
| Mambo                                                    | 2019 | Evokings, Wolf Player                |
| Flash                                                    | 2019 | Wolf Player, Salla                   |
| Street Players                                           | 2019 | Wolf Player, Salla                   |
| My Mercedes                                              | 2020 | Wolf Player                          |
| Complicated                                              | 2020 | Wolf Player, Casual Order            |
| Keep Control (Wolf Player, Gaba Kamer & Salla Remix)     | 2020 | Sono, Wolf Player, Gaba Kamer, Salla |
| Things                                                   | 2020 | Vintage Culture, Wolf Player, Jets   |